# Galium perralderi
Galium perralderi là một loài thực vật có hoa trong họ Thiến thảo. Loài này được Coss. mô tả khoa học đầu tiên năm 1862.